# Catolicismo tradicionalista

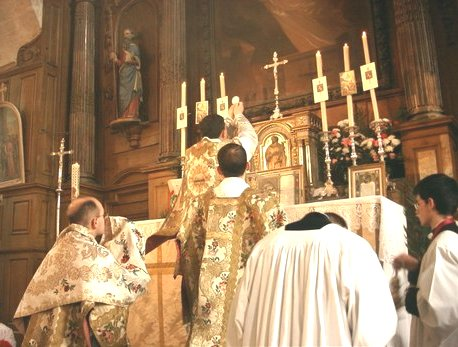
Os católicos tradicionalistas celebram a Missa Tridentina.

O Catolicismo tradicionalista é uma forma de praticar os ensinamentos da Igreja Católica Apostólica Romana pelos católicos que acreditam na tese de que o Concílio Vaticano II acarretou sérios danos à fé e ao povo católico com documentos heterodoxos e/ou heréticos, defendo ser parcial ou totalmente excluído dos legítimos concílios ecumênicos juntamente com as posteriores reformas influenciadas por ele, tais como a redução de exigências no processo para causa dos santos, o novo Código de Direito Canônico, a abolição do juramento antimodernista etc. As principais críticas são feitas aos documentos do Concílio que dizem respeito à liberdade religiosa, ecumenismo, colegialidade episcopal e, posterior ao Concílio, à Missa do Vaticano II, também chamada de Missa Nova, Missa de Paulo VI ou Novus Ordo Missae, substituindo na prática a Missa tridentina.
Existem diferentes e distintos grupos de católicos com o pensamento tradicionalista. Alguns deles aceitam em termos gerais a legitimidade das mudanças associadas ao Concílio Vaticano II, mas preferem praticar os costumes católicos anteriores às reformas conciliares por variados motivos. Uns consideram também que o Concílio não produziu documentos heterodoxos e o que houve foi uma má interpretação deles, causando o surgimento de abusos de diversos graus contra a liturgia e a doutrina católica.

## Diferentes tipos do pensamento tradicionalista

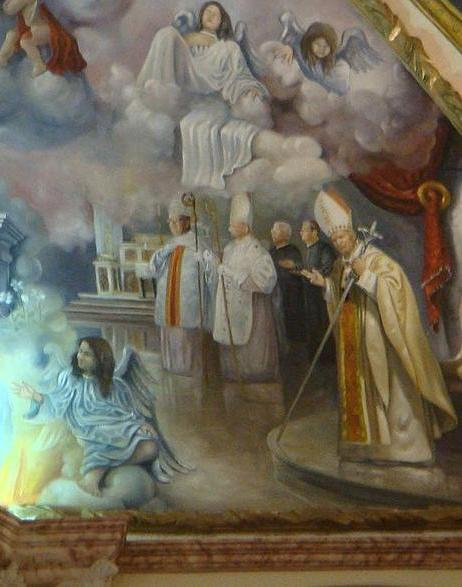
Afresco da "Igreja Principal" de Campos, RJ, Brasil, retratando a história da "Administração São João Maria Vianney", um dos mais notáveis grupos tradicionais do mundo. A direita estão os Bispos tradicionalistas Dom Antônio de Castro Mayer e Dom Licínio Rangel paramentados, pintados no paraíso com outros anjos. Os dois bispos foram protagonistas no conservadorismo católico nos anos 80 e 90. E ao lado o Papa João Paulo II, que regularizou o grupo.

Divide-se aqui, por questões exemplificativas, os tradicionalistas em quatro grandes grupos, observando-se que os sedevacantistas e conclavistas não são considerados por muitos como oriundos do pensamento tradicionalista, tendo ido mais além.

### Os tradicionais
As sociedades de padres tradicionais são oficialmente autorizados pelo Vaticano, como, por exemplo, a Fraternidade Sacerdotal São Pedro (FSSP), os Filhos do Santíssimo Redentor, a Administração Apostólica Pessoal São João Maria Vianney (no Brasil), o Instituto de Cristo Rei e Sumo Sacerdote e o Instituto do Bom Pastor. Estes grupos são aceitos juridicamente pela Igreja Católica. Estão sob o amparo da Carta da Congregação para o Culto Divino e Disciplina dos Sacramentos Quattuor abhinc annos, de 3 de Outubro de 1984, e da própria Carta Apostólica Ecclesia Dei do Papa João Paulo II, de 2 de Julho de 1988:
"além disso, em toda a parte deverá ser respeitado o espírito de todos aqueles que se sentem ligados à tradição litúrgica latina, mediante uma ampla e generosa aplicação das directrizes, já há tempos emanadas pela Sé Apostólica, para o uso do Missal Romano segundo a edição típica de 1962."
Essas sociedades tradicionais passaram a existir depois do encerramento do Concílio, como uma tentativa de atrair os fiéis da FSSPX para Roma, oferecendo a Missa Tradicional, mas exigindo a aceitação dos documentos do Concílio.
Os católicos tradicionais aceitam alguns dos documentos do Concílio Vaticano II e declaram que as mudanças associadas às decisões do Concílio, como a reforma litúrgica, são legítimas e válidas, ao menos de forma geral, mas preferem as formas de culto e práticas pré-Vaticano II e, com a aprovação da Santa Sé, o uso desses rituais mais antigos (nomeadamente a missa tridentina).
Alguns documentos conciliares são desprezados e dissentidos pelos católicos tradicionais por supostamente entrarem em confronto com a Tradição bi-milenar da Igreja Católica. Argumentam que existe uma diferenciação entre os graus de autoridade e de assentimento do magistério eclesiástico e que os documentos do Concílio Vaticano II, por não apresentarem ‘voluntas definiendi’, compõem Magistério Meramente Autêntico (‘mere authenticum’). Para tal grau magisterial o assentimento é de certeza moral condicionada: não podendo contrariar o magistério anterior e nem a razão natural (dizem os tradicionalistas que este seria o caso dos documentos supostamente contraditórios que versam sobre “liberdade” religiosa, colegialidade, diálogo ecumênico e inter-religioso e outros).
Eles são servidos por padres diocesanos ou religiosos que estão dispostos e capazes de oferecer os ritos tradicionais e a missa tridentina, sem deixar de celebrar a Missa Nova. Muitos católicos simpatizantes do catolicismo tradicional que não conseguem participar regularmente da liturgia tradicional, porque não é celebrada frequentemente na sua área, atendem com alguma hesitação à Missa do Vaticano II, que é a forma do rito romano aprovado na sequência da reforma litúrgica pós-Vaticano II, e que em 2007 o notu proprio Summorum Pontificum chamou a forma "ordinária" do rito romano, mas que desde julho de 2021 é declarada a única forma lex orandi do rito romano, as ainda sendo permitida a celebração da Missa "extraordinária".

### Os tradicionalistas
A Fraternidade Sacerdotal São Pio X (Fraternitas Sacerdotalis Sancti Pii X em latim - FSSPX) é uma sociedade de vida apostólica internacional católica tradicionalista, fundada em 1970 pelo arcebispo francês Marcel Lefebvre. O atual superior geral da sociedade é o sacerdote italiano Davide Pagliarani.

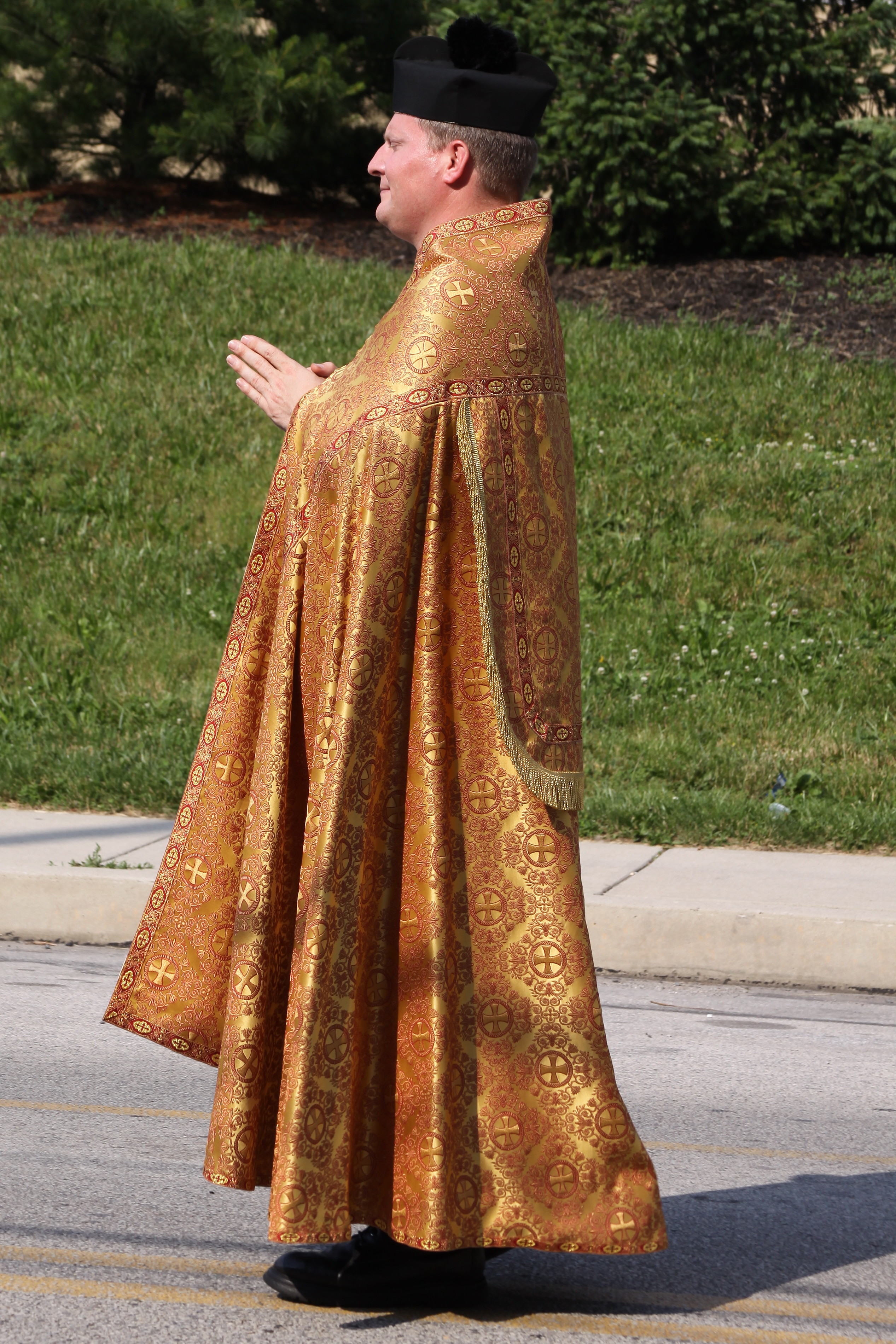
Sacerdote da FSSPX na Igreja de São Judas, Filadélfia, que está com barrete e pluvial.

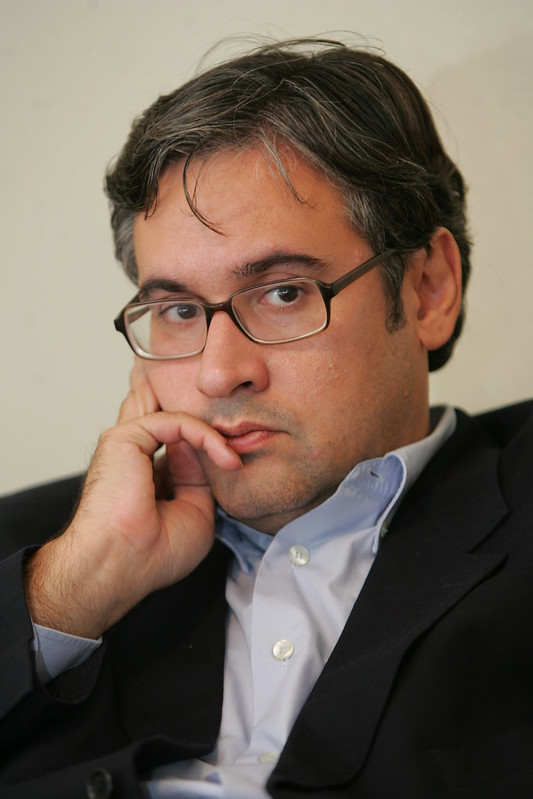
Juan Manuel de Prada, autor tradicionalista católico espanhol.

A Fraternidade é conhecida como a maior sociedade apostólica crítica do Concílio Vaticano II e defensora da Missa Tridentina, juntamente com práticas de piedade, crenças, costumes e da disciplina religiosa associada com o período anterior ao do Concílio, que a sociedade acredita ter promovido ensinamentos errôneos e heréticos sobre questões como a revisão litúrgica, o ecumenismo, a liberdade religiosa e a relação da Igreja Católica com as outras religiões.
Ela foi a primeira sociedade apostólica com autorização a ter fórmulas e rituais pré-Vaticano II após o Concílio, advindo depois a Fraternidade São Pedro. O Vaticano decidiu criar sociedades apostólicas em comunhão com Roma abertas à celebração da Missa Tridentina e ao estilo de vida pré-Vaticano II com objetivo de trazer os tradicionalistas da FSSPX e seus aliados à submissão da hierarquia conciliar, entendendo-se essa como a hierarquia católica de bispos e cardeais que aceitam a licitude do Concílio. Em todas essas sociedades é obrigatório o ensino da Missa do Vaticano II e/ou a aceitação da licitude do Concílio. A Fraternidade vê na criação de sociedades apostólicas tradicionais em comunhão com Roma, chamadas Ecclesia Dei, uma armadilha para os católicos tradicionalistas, dando-lhes jurisdição, mas exigindo a aceitação dos documentos conciliares, fazendo-a não buscar esse reconhecimento canônico se a condição de aceitação do Concílio é necessária.
A Fraternidade alega que não é possível manter a fé verdadeira participando de sociedades que aceitam a licitude dos documentos Conciliares e da Missa Nova ainda que elas celebrem a Missa Tradicional.
Não somente isso, afirma também que os tradicionalistas que saem da Fraternidade São Pio X e vão para as sociedades apostólicas com reconhecimento canônico crendo que poderão seguir com a tradição sem necessidade de se relacionar com as reformas conciliares estão sendo enganados pelas devidas autoridades eclesiásticas, como com relação ao Seminário Mater Ecclesiae e à Fraternidade São Pedro, que no início não precisavam adequar-se às reformas conciliares.
A Fraternidade afirma que a falta de reconhecimento canônico pleno dela não tem base real e que a suspensão à divinis de seus sacerdotes é nula.
Afirma que alegar a falta de comunhão plena dela com Roma não passa de um golpe midiático para difamar a Fraternidade, podendo estar doutrinalmente mais unidos à Igreja e ao Papa do que qualquer outro.
Alega ainda que o Magistério do Papa e dos bispos é nada mais do que o órgão da Tradição. A Tradição, bem como a Escritura Santa, está acima da pessoa do Papa. Este não pode portanto contradizer a doutrina de todos os Papas anteriores. A partir do momento que a pessoa do Papa se afasta da Tradição, impondo ensinamentos novos contrários ao Magistério Perene da Igreja, a Fraternidade é obrigada a resistir pela fé.
A Fraternidade Sacerdotal São Pio X realiza suas cerimônias e missas em estruturas oficiais da Igreja, como seus priorados e capelas abençoadas com fórmula católicas válidas, porém sem jurisdição de Roma. A Fraternidade alega fidelidade à Igreja e ao Papa no que não contraria a doutrina, não sendo sedevacantistas. É a maior sociedade sacerdotal que congrega este tipo de tradicionalistas, fundada em 1970 pelo arcebispo Marcel Lefebvre com aprovação de Roma pelo Mons. Charriere, bispo de Friburgo, Suíça.
Dom Marcel Lefebvre é conhecido por ser um dos precursores do pensamento tradicionalista, embora seja dito que tenha assinado todos os documentos conciliares. Esse argumento é usado por católicos discordantes da conduta do Arcebispo e do que eles afirmam ter sido uma contradição. O Arcebispo afirmou posteriormente que os documentos que foram passados de mão em mão entre os Padres Conciliares os quais todos assinaram não tinham o caráter de aprovação ou reprovação, mas meramente de presença no evento. Críticos afirmam, porém, que havia diferença entre os documentos de presença e os documentos conciliares de fato dados aos Padres Conciliares, o que teria sido afirmado no evento, e que a assinatura do Arcebispo constava nestes, embora Dom Lefebvre os tenha repudiado posteriormente.  Em uma entrevista, o Arcebispo afirmou não ter assinado os documentos relativos à "Religião e Liberdade" e "A Igreja no Mundo Moderno", que falou pessoalmente com o Papa Paulo VI sobre seu protesto em relação a esses documentos e que realizou três intervenções públicas na ocasião.
Segundo seus contemporâneos Abade R. de Pazanan e padre Guerard des Lauriers, ele mesmo celebrou a Missa Nova, embora alegações nesse sentido tenham sido impugnadas e discutidas na época.
Os ensinamentos do Segundo Concílio do Vaticano são danosos à fé de acordo com a Fraternidade. O Arcebispo Marcel Lefebvre juntamente com o bispo brasileiro Dom Antônio de Castro Mayer sagraram 4 bispos, alegando estado de necessidade para que a doutrina católica tivesse seguimento sem a interferência do Vaticano II.
Mons. Marcel Lefebvre assinou o Protocolo de Acordo, em 05 de maio de 1988, onde se previa que o Santo Padre nomearia um bispo para Fraternidade, escolhido pelo Sumo Pontífice entre os dossiês propostos por Mons. Lefebvre. No entanto, na data de 30 de junho de 1988, Dom Lefebvre, coadjuvado por Dom Antonio de Castro Mayer, contra a vontade expressa do Sumo Pontífice, sagrou bispos os padres Bernard Fellay, Bernard Tissier de Mallerais, Richard Williamson e Alfonso de Galarreta. O motivo para que Mons. Lefebvre não quisesse seguir o entabulado no Protocolo não foi temor da sua morte súbita nem a desconfiança que Roma quisesse adiar indefinidamente o dia da consagração, como sugeriram muitos tradicionalistas, posteriormente. A razão foi que ele desconfiou das intenções de Roma. Em suas palavras pensou que Roma queria construir uma armadilha para fazer a Fraternidade, sem saída, obrigar-se a aceitar a Missa Nova e a celebrá-la e também em razão de dificuldades inextrincáveis com os bispos, com os movimentos das dioceses que quererão que a Fraternidade colabore com eles se fossem reconhecidos por Roma. O Arcebispo faleceu dois anos depois.
Devido a ordenação não autorizada desses quatro bispos, em 1988, o arcebispo Marcel Lefebvre, juntamente com Dom Antônio e os bispos recém-ordenados, sofreram automaticamente excomunhão latae-sententiae, declarado pela Carta Ecclesia Dei. O Vaticano predizia que a FSSPX não estava em "plena comunhão" com a Igreja, não possuindo jurisdição dentro da mesma, sendo assim seus padres e bispos exercem ministérios ilicitamente. A Fraternidade alega excomunhões e sansões canônicas inválidas por estado de necessidade, que supriria também a jurisdição.
A FSSPX está organizada em:
- Distritos: países ou grupos de países onde há mais de três priorados: são atualmente treze (Alemanha, Argentina, África do Sul, Ásia, Austrália, Áustria, Bélgica/Países Baixos, Canadá, Estados Unidos, França, Reino Unido, Itália, México e Suíça);

- Casas autónomas: Espanha/Portugal, Brasil, Irlanda e Países do Leste;

- Seminários: actualmente em número de sete (Ecône, na Suíça; Flavigny, na França; Albano, na Itália; La Reja, na Argentina; Holy Cross, na Austrália; Winona, nos EUA; e Zaitzkofen, na Alemanha).

Desconsiderando as ordens latinas e orientais aliadas à Fraternidade, ela conta atualmente com 637 sacerdotes, 123 Irmãos, 195 Irmãs em 27 casas (178 professoras, 16 noviços e 1 postulante), 79 Oblatos, 204 Seminaristas, 36 pré-seminaristas e 19 irmãs missionárias no Quênia. Está presente em 37 países e visita regularmente outros 33. Tem 1 Casa Geral, 14 Distritos e 4 Casas Autônomas, 6 Seminários, 167 priorados, 772 centros de missa, mais de cem escolas (do Ensino Básico ao Médio), 2 universidades e 7 casas de exercícios espirituais, 4 conventos de freiras carmelitas (Dados de Janeiro de 2018.)
Os aliados latinos da Fraternidade são mosteiros e conventos tradicionalistas Beneditinos, Capuchinhos, Dominicanos, Carmelitas, entre outros.
Os aliados orientais da Fraternidade são tradicionalistas da Fraternidade Sacerdotal São Josafá, Fraternidade Sacerdotal São João Batista, As irmãs do mosteiro católico grego da Ordem Studite, as Irmãs Basilianas da Ucrânia, entre outros.
No sábado, dia 24 de janeiro de 2009, Dia Internacional da Memória, o Papa Bento XVI, como ato de “paz e misericórdia”, segundo divulgado por ele mesmo, revogou a excomunhão dos quatro bispos que estavam, segundo Roma, excomungados latae sententiae. A Fraternidade agradece o ato, mas alega que nunca houve excomunhão, afirmando que a mesma fora nula. Por isso, não se poderia ab-rogar o que não acontecera, não tendo então efeito no comportamento de seus sacerdotes e de seu instituto. Segundo Roma, porém, seus sacerdotes e bispos ainda continuam suspensos à divinis para realizar alguns sacramentos, suspensão que também rebate a Fraternidade pelo estado de necessidade.
O Prefeito da Congregação para os Bispos manifestou ainda a esperança de que a Fraternidade possa rapidamente voltar à plena comunhão com a Igreja Católica, mostrando "a verdadeira fidelidade e o verdadeiro reconhecimento do Magistério e da autoridade do Papa". O bispo Richard Williamson, ex-diretor geral da FSSPX na Argentina, havia dado uma entrevista em que diminuía os números oficiais de mortos do Holocausto Judeu durante a II Guerra Mundial pelos nazistas. Ao revogar a excomunhão, beneficiando assim também Williamson, Bento XVI provocou a imediata reação da chanceler alemã, Angela Merkel, exigindo uma resposta do Sumo Pontífice e declarando que "a atitude do Vaticano pode dar a impressão de que o Holocausto pode ser negado", havendo franca reação adversa tanto da imprensa como do clero alemão e de outros países.
Vendo o mal que causou ao se pronunciar sobre o holocausto judeu, seu superior na época, D. Fellay disse que D. Williamson deveria retirar o que disse. Dom Richard Williamson resolveu então se retratar.
No dia 1 de setembro de 2015, o Papa Francisco, devido ao ano santo da misericórdia, concedeu jurisdição ordinária para os sacerdotes da FSSPX de realizar o sacramento da confissão/penitência.
No dia 4 de abril de 2017, o Papa Francisco, no intuito de acelerar a volta da Fraternidade São Pio X ao estado canônico regular, concedeu jurisdição ordinária para os sacerdotes da fraternidade de realizar o sacramento do matrimônio. 
No dia 19 de maio de 2017, a Fraternidade São Pio X publicou em seu site oficial de notícias um vídeo de uma entrevista onde o Superior Geral da época, Dom Bernard Fellay, afirmou ter recebido uma carta de Roma com autorização para ordenar livremente sacerdotes sem necessidade de pedir autorização ao bispo local.

### Os sedevacantistas
Os sedevacantistas são aqueles que consideram que o Papa e os bispos reconhecidos hodiernamente como legítimos e válidos não o são. Portanto, teriam perdido a sua autoridade e legitimidade. Tais pessoas não possuem nem buscam a aprovação das autoridades do Vaticano, mas antes lhes acusam de usurpação de cargos da Igreja. Os termos “sedevacantista” e “sedevacantismo” derivam da expressão latina sede vacante, que normalmente é aplicada ao período entre a morte de um Papa e a eleição do seu sucessor. Os sedevacantistas normalmente datam a vacância do papado a partir da morte do Papa Pio XII, em 1958, embora alguns consideram também o Papa João XXIII (1958-1963) como sendo um verdadeiro Papa. Os principais grupos sedevacantistas são a Fraternidade Sacerdotal São Pio V (FSSPV) e a Congregação de Maria Rainha Imaculada (CMRI).

### Os conclavistas
Os conclavistas são aqueles que, oriundos do movimento sedevacantista, reconheceram um candidato alternativo e próprio deles como o verdadeiro Papa. Estritamente falando, eles não são sedevacantistas, porque eles defendem que a Santa Sé já não está mais vago, ou seja, já não está em sede vacante. Mas muitas vezes eles são classificados como sedevacantistas porque rejeitam a actual sucessão papal da Igreja Católica, pelas mesmas razões do que os sedevacantistas. O conclavismo, porém, é considerado cismático por todos os grupos supracitados. Os principais grupos conclavistas são a "verdadeira Igreja Católica", a Igreja Católica Palmariana e os seguidores de David Bawden (o "Papa Michael").

## Número de católicos com pensamento tradicional/tradicionalista
Segundo fontes, existem cerca de 6 a 7 milhões de católicos tradicionalistas.Mas segundo estimativas este número vem caindo progressivamente. Entretanto, segundo outras estatísticas, esse número seria bem menor, correspondendo a aproximadamente apenas a 0,1% do total de católicos no mundo, se somados aos seguidores do Papa Francisco. As estimativas do número de apoiantes e membros da Fraternidade Sacerdotal de São Pio X são por volta de 200 mil. As duas maiores sociedades de católicos tradicionalistas são a Fraternidade Sacerdotal de São Pio X e também a Fraternidade Sacerdotal São Pedro como sociedade tradicional, vindo posteriormente o Instituto do Bom Pastor.

## Crítica dos tradicionalistas ao Concílio Vaticano II
Os católicos tradicionalistas não diferenciam-se dos católicos tradicionais. Os tradicionalistas rejeitam muitas ou todas as reformas elaboradas pelo Concílio Vaticano II, por considerarem essas reformas rupturas com a Tradição Católica. Dentre estas renovações rejeitadas, destacam-se em particular a questão da liberdade religiosa, do ecumenismo, da colegialidade episcopal e da reforma do ritual romano da Missa. Este novo ritual, chamado de "Novus Ordo", foi imposto em 1969 pelo Papa Paulo VI e por desejo do Concílio. Os católicos tradicionais preferem seguir a liturgia e modo de vida espiritual anterior ao Concílio, e são contra suas reformas.
O Concílio, sendo ele de carácter pastoral e não dogmático, é reformável e falível por não ter proclamado dogmas de fé, logo passível de ser rejeitado pelos católicos caso contenha perigos à fé. Isso é sustentado pela própria natureza de um concílio não dogmático, e por textos famosos como:
- Lumen Gentium (um texto conciliar), que afirma, na sua nota anexa, que “tendo em conta a praxe conciliar e o fim pastoral do presente Concílio este sagrado Concilio só define aquelas coisas relativas à fé e aos costumes que abertamente declarar como de fé”.
- Papa Paulo VI, que disse, num seu discurso proferido na Audiência de 12 de janeiro de 1966, que “dado o caráter pastoral do Concílio, ele evitou pronunciar de uma maneira extraordinária dogma algum, comportando a nota de infalibilidade”.
- Papa Bento XVI, num discurso seu proferido em 2005.[42] É alegado que o Papa aceitou que "um concílio, cujo objetivo primeiro e confessado foi de se adaptar ao que este mundo presente tem de contingente, não pode senão ser ele mesmo contingente. Contingente, logo reformável, por uma reforma que será ela mesma o fruto de uma sã crítica.".[41]

Os textos do Vaticano II sofrem críticas dos tradicionalistas pela presença muitas de ambigüidades. Dizem então que esses equívocos foram introduzidos voluntariamente nos textos conciliares para enganar os sacerdotes conservadores. Afirmam que enchia-se os bispos conservadores conciliares de ilusões, insistindo sobre o fato de que o texto não queria, no fundo, dizer nada diferente do que o que a Igreja havia sempre ensinado. Mas, na seqüência, foi possível apoiar-se sobre essas passagens para defender teses totalmente heterodoxas.
Karl Rahner e Herbert Vorgrimler escreveram que se “deixou aberto um certo número de questões teológicas importantes, sobre as quais não se chegaria a acordo, escolhendo-se formulações que poderiam no Concílio ser interpretadas diferentemente pelo grupos e tendências teológicas particulares”
Essa fluidez deliberada era justificada pelo fato de o Concílio Vaticano II se querer apenas como um Concílio “pastoral” e, que, então, não era mais necessário que se exprimisse com toda a clareza teológica requerida para um Concílio dogmático.
Alguns interpretam como ambígua a expressão “subsistit in” introduzida na Constituição Dogmática Lumen Gentium sobre a Igreja (I,8). Declarou-se ali que a Igreja de Cristo “subsiste na” Igreja Católica. Como diz a Congregação para a Doutrina da Fé, Leonardo Boff "extrai uma tese exatamente contrária à significação autêntica do texto conciliar, quando afirma: de fato, « esta (isto é, a única Igreja de Cristo) pode subsistir também em outras Igrejas cristãs ». O Concílio tinha, porém, escolhido a palavra « subsistit » exatamente para esclarecer que há uma única « subsistência » da verdadeira Igreja, enquanto fora de sua estrutura visível existem somente « elementa Ecclesiae », que — por serem elementos da mesma Igreja — tendem e conduzem em direção à Igreja católica".
O ensinamento tradicional da Igreja diz, expressamente, que a Igreja de Cristo é a Igreja Católica. De acordo à Congregação da Doutrina da Fé, o uso da expressão "subsiste na", "que indica a plena identidade da Igreja de Cristo com a Igreja católica, não altera a doutrina sobre a Igreja; encontra, todavia, a sua razão de verdade no facto de exprimir mais claramente como, fora do seu corpo, se encontram 'diversos elementos de santificação e de verdade', 'que, sendo dons próprios da Igreja de Cristo, impelem para a unidade católica'".
A nova expressão foi reivindicada pelo pastor luterano Wilhelm Schmidt numa carta dirigida a um padre da Fraternidade Sacerdotal de São Pio X:
“Era, então, pastor da igreja da Santa Cruz, em Bremem-Horn, e, durante o terceiro e o quarto Períodos (wahrend der 3. und 4. Periode), observador no Concílio, como representante da Fraternidade Evangélica Michael, a convite do Cardeal Bea. Propus, por escrito, a formulação “subsistit in” àquele que era, então, o conselheiro teológico do Cardeal Frings: Joseph Ratzinger, que a transmitiu, então, ao Cardeal.”
    — Pastor Wilhelm Schmidt (não confundir com o etnólogo homônimo), carta de 03 de abril de 2000 ao padre Goudron)
No entanto, alguns especialistas questionam a referida reivindicação, sob vários argumentos. Argumentam que a expressão "subsistit in" foi proposta pelo padre Sebatiaan Tromp, assessor teológico do Cardeal Alfredo Ottaviani, em 26 de novembro de 1963, conforme gravações da Reunião da Comissão Doutrinal na referida data. Enquanto que o terceiro e quarto Períodos, referidos pelo pastor supracitado, são posteriores àquela data em que o padre Sebastiaan Tromp propôs a expressão. O Período Terceiro ocorreu em 14 Setembro até 21 de Novembro de 1964, enquanto que o Período Quarto ocorreu em 14 de Setembro até 08 de Dezembro de 1965. Se o Pastor quis se referir a terceira e quarta sessões do Período Preparatório do Concílio, que ocorreram entre as datas de 15 de janeiro a 27 de fevereiro de 1962, deve-se considerar que até essa data os observadores protestantes ainda não tinham sido convidados, visto que o primeiro anúncio do futuro convite foi feito pelo Cardeal Bea numa entrevista concedida à Associação da Imprensa Estrangeira e publicada no L'Osservatore Romano de 27 de abril de 1962, onde revela que para o Concílio "serão convidados a enviar observadores todas as igrejas e confissões de certa consistência que desejarem ser convidadas". E acrescentou: "Até agora fizeram-se sondagens entre aqueles que se julgava aceitariam o convite; agora as sondagens terminaram e as igrejas que exprimiram o desejo de ser convidadas a enviar observadores receberão o convite". Por fim, se o Pastor quis se referir a terceira e quarta sessões públicas dos trabalhos conciliares (não preparatórios), é preciso destacar que a terceira Sessão Pública teve início somente em 04 de dezembro de 1963.
Segundo a doutrina católica, a Tradição (diferenciando-se de "tradições" com "t" minúsculo) é imutável. A Tradição (com um T maiúsculo) é a Tradição apostólica; isto é, o Depósito da Fé, que foi confiado, de uma vez por todas, aos Apóstolos e que o Magistério deve transmitir e proteger até ao fim do mundo.
O Depósito Revelado por Deus e transmitido pela Tradição é absolutamente imutável, já que a Revelação se encerrou com a morte do último Apóstolo. Mas esse Depósito imutável é expresso de modo cada vez mais preciso pelo Magistério, que o inventoria e que o classifica, ao mesmo tempo em que o transmite e em que o defende. Ela deve ser conservada pelos Romanos Pontífices de geração em geração, rejeitando novidades e sendo sempre transmitida de forma a melhor ensinar o povo católico sobre sua fé. 
Os tradicionalistas afirmam a existência de influência modernista, protestante e maçônica no Concílio, que se pode ver pelo principal autor do Novus Ordo Missae, padre Annibal Bugnini, cujo nome se encontrou na lista de prelados maçons publicados pela imprensa italiana. Foi então demitido de suas funções de Secretário da Congregação para o Culto Divino, antes de ser nomeado pró-núncio em Teerã (janeiro de 1976). Também sofre críticas por ter enganado o papa Paulo VI afirmando que os especialistas em liturgia eram a favor das mudanças introduzidas na Missa Nova.
Não apenas o movimento tradicionalista viu com maus olhos a reforma litúrgica, mas também muitos dos próprios bispos e cardeais da Igreja. Entre eles, Cardeal Ottaviani, que havia sido Pró-Prefeito do Santo Ofício – e, pois, número dois do Vaticano –sob três Papas sucessivos,  Marcel Lefebvre, que trocou diversas cartas com o então cardeal Ratzinger (Posteriormente, papa Bento XVI) sobre o assunto e Cardeal Bacci.
A principal resistência ao Concílio era principalmente por causa da Missa Nova - que estava sendo projetada já nessa época - , acusada pelos tradicionalistas de ter espírito revolucionário e de tentar tornar a missa "menos católica", já que introduziu a recitação do Cânon em voz alta (que implica uma dessacralização do Cânon), modificou-se a fórmula consecratória (aproximada do rito luterano), removeu-se os numerosos sinais-da-cruz, removeu-se também várias orações milenares, como o salmo Judica me (sec XII); reformas de orações também milenares como no Confiteor (sec VIII, XII). O pensamento tradicional mostra a reforma clara no confiteor quando antes o sacerdote dizia que se confessa não somente a Deus, mas também à Virgem Maria, ao arcanjo São Miguel, a São João Batista e aos apóstolos: 
"Eu, pecador, me confesso a Deus todo-poderoso, à bem-aventurada sempre Virgem Maria, ao bem-aventurado são Miguel Arcanjo, ao bem-aventurado são João Batista, aos santos apóstolos são Pedro e são Paulo, a todos os Santos e a vós, Padre, porque pequei ..."
Depois da reforma, a oração foi modificada. Essa modificação também foi acusada pelo movimento tradicional de ter sofrido influência protestante.
Segue-se a modificação:
"Eu, pecador, me confesso a Deus todo-poderoso e a vós, irmãos, que pequei..."
Com relação à revisão do Ordinário da Missa, Mons. Jacques Masson, que relata a conferência do cardeal Thiandoun, (na época não era cardeal), então arcebispo de Dakar, disse sobre a nova Missa:
"O senhor talvez não saiba, mas quando Mons. Bugnini fez celebrar, na reunião do Sínodo dos Bispos, ad experimentum, seu projeto de Missa Nova, o Novus Ordo, houve uma reação de protestos da parte dos bispos presentes. Apesar disso, sem entendermos bem como, Bugnini conseguiu reverter a situação e fez prevalecer suas idéias junto ao Papa Paulo VI, o qual promulgou o Novus Ordo. O Papa promulgou: Roma locuta est... só podíamos obedecer! Mas ninguém queria essa missa revolucionária".— Mons. Jacques Masson Missa Tridentina, Dom Prosper Guéranger -  Prefácio p. 10
O padre Bugnini falava em relação a Nova Missa:
“A Igreja foi guiada pelo amor às almas e pelo desejo de tudo fazer para facilitar a nossos irmãos separados o caminho da união, removendo toda pedra que poderia constituir qualquer sombra de risco de obstáculo ou de desprazer”— Pe. Annibal Bugnini Annibal Bugnini, DC nº 1445(1965), col.604. Annibal Bugnini comentando as modificações trazidas à Liturgia da Sexta-Feira Santa.
Conforme o juízo dos Cardeais Ottaviani e Bacci, o novo rito da Missa, promulgado em 1969:
“Distancia-se, de modo impressionante, no todo, como no detalhe, da teologia católica da Santa Missa.”— Cardeais Ottaviani e Bacci Cardeais Ottaviani e Bacci, Carta entregue a Paulo VI, em 29 de setembro de 1969, acompanhada de um Breve exame Crítico do novo Ordo missae, redigido por um grupo de teólogos.
O Papa Paulo VI declarou, no ano de 1968, a frase bem famosa, falando de uma Igreja em estado de “autodemolição”:
“A Igreja se acha em uma hora de inquietude, de auto-crítica, diríamos mesmo de auto-demolição. É como uma instabilidade interior, aguda e complexa, ao qual ninguém teria esperado depois do Concílio.(...). É como a Igreja se golpeasse a si mesma.”— Papa Paulo VI Paulo VI, Discurso de 07 de dezembro de 1968, DC nº 1531(1969), p.12
A FSSPX critica o Vaticano II por tais motivos e alega que está sob amparo do Estado de Necessidade visto no antigo e novo Código de Direito Canônico. Atualmente, Roma faz numerosos esforços para que a Fraternidade entre em comunhão com ela, porém exigindo a aceitação do Vaticano II, motivo dela juntamente com mosteiros e conventos tradicionalistas não aceitarem esses acordos; diferente de grupos dissidentes ou próprio de Roma que não vêem problema na aceitação do Concílio contanto que possam celebrar a liturgia tradicional, tais como:
1. Fraternidade Sacerdotal São Pedro (FSSP);
2. Os Beneditinos de Dom Augustin, em Flavigny, França;
3. Os Beneditinos de Fontgombault, França;
4. O Seminário Mater Ecclesiae;
5. O Instituto Cristo-Rei;
6. O Instituto do Verbo Encarnado, Argentina;
7. A Administração Apostólica São João Maria Vianney;
A Fraternidade Sacerdotal São Pio X alega que, embora celebrem a Missa Tradicional, não possuem permissão para criticar aberta e livremente os erros do Concílio. Algumas dessas associações tradicionais viraram birritualistas e perderam a possibilidade de criticar o Concílio de forma rígida, trocando essa possibilidade por uma crítica "Educativa e Construtiva", segundo o desejo do Vaticano.
O Cardeal Silvio Oddi fala em relação ao Seminário Mater Ecclesiae:
"Segui de perto a primeira tentativa, há cerca de 12 anos, pois os estudantes estavam instalados na Via Pompeo Magno, no colégio onde moro. Devo dizer que ela fracassou, porque não respeitaram os compromissos que tinham assumido com os seminaristas. Tinham prometido à dezenas de saídos de Êcone, que aí foram acolhidos, que poderiam prosseguir em Roma, no Espírito da Tradição, a sua formação sacerdotal. Na realidade, propuseram-se apenas a "desintoxicá-los", antes de lhes dizer que, se quisessem continuar os seus estudos, deviam encontrar eles próprios um bispo que os aceitasse no seu seminário ..."— Cardeal Silvio Oddi
Mgr. Decourtray, Arcebispo de Lyon, França, disse à respeito dos "tradicionalistas recuperados" da FSSPX para a FSSP:
"Eu espero dos tradicionalistas recuperados que eles façam um esforço de leitura e compreensão do Concílio a fim de que possam também assimilá-lo. Que trabalhem particulamente a questão da liberdade religiosa ou do diálogo com as outras religiões [...]. Gostaria que os padres da FSSP tivessem a autorização de celebrar nos dois ritos ( e não somente no antigo ) [...] e que os seminaristas sejam preparados para celebrar no rito de Paulo VI."— Mgr. Decourtray
O bispo de Luçon, Mgr. de Garnier fala:
"Eu só poderia aceitar que se celebrasse no rito de Paulo VI nas condições pedidas no Motu Proprio, a saber, que os que a pedem abracem profundamente o Concílio Vaticano II"— Mgr. de Garnier

## Reforma da liturgia
Sobre o ritual da Missa de rito romano, o Concílio Vaticano II ordenou:
Que os ritos se simplifiquem, bem respeitados na sua estrutura essencial; sejam omitidos todos os que, com o andar do tempo, se duplicaram ou menos utilmente se acrescentaram; restaurem-se, porém, se parecer oportuno ou necessário e segundo a antiga tradição dos Santos Padres, alguns que desapareceram com o tempo (Sacrosanctum Concilium, 50).
A reforma do ritual da missa teve como intenção principal "permitir ao povo cristão um acesso mais seguro à abundância de graça que a Liturgia contém" (Constituição Conciliar Sacrosanctum Concilium sobre a Sagrada Liturgia, 21). O Concílio prescreveu: "devem os pastores de almas vigiar por que não só se observem, na acção litúrgica, as leis que regulam a celebração válida e lícita, mas também que os fiéis participem nela consciente, activa e frutuosamente" (Sacrosanctum Concilium, 11). Enquanto os católicos tradicionais interpretam a "participação activa" como "manifestação gestual e verbalizante", o Papa João Paulo II insistiu num discurso do 9 de Outubro de 1998:
"Participação activa certamente significa que nos gestos, palavras, cânticos e serviços, todos os membros da comunidade tomam parte num único acto de culto, que não é absolutamente inerte nem passivo. Contudo, a participação activa não impede a passividade dinâmica do silêncio, da calma e da escuta: pelo contrário, exige-a. Por exemplo, os fiéis não são passivos quando escutam as leituras ou a homilia, ou quando acompanham as orações do celebrante, os cânticos e a música da liturgia. A seu modo, estas experiências de silêncio e de calma são profundamente activas."
Os católicos tradicionais consideram que a forma do missal romano anterior à promulgação en 1969 da edição revisada por Paulo VI deve ser ainda a forma ordinária o normal da missa do rito romano; os que se opõe a este entendimento lembram que o mesmo Papa Paulo VI declarou:
O novo Ordinário da Missa foi promulgado, depois de madura deliberação e em consequência das normas do Concílio Vaticano II, para substituir o antigo. Não diversamente o nosso santo antecessor Pio V ordenou que fosse usado o Missal revisto sob a sua autoridade depois do Concílio de Trento.

### Omotu proprioSummorum Pontificum
Invocando sua interpretação das Cartas Quattuor abhinc annos e Ecclesia Dei, o Papa Bento XVI, pela Carta Apostólica sob a forma de "motu proprio" Summorum Pontificum (2007), autorizou o uso mais amplo do Missal de 1962 de João XXIII. Afirmou que este missal poderá ainda ser usado em certas circunstâncias como forma extraordinária do Rito Romano e que nunca fora expressamente revogado. E chamou apenas de "forma ordinária" da liturgia o missal publicado por Paulo VI e reeditado por seus sucessores:
"É preciso antes de mais afirmar que o Missal publicado por Paulo VI, e reeditado em duas sucessivas edições por João Paulo II, obviamente é e permanece a Forma normal – a Forma ordinária – da Liturgia Eucarística. A última versão do Missale Romanum, anterior ao Concílio, que foi publicada sob a autoridade do Papa João XXIII em 1962 e utilizada durante o Concílio, poderá, por sua vez, ser usada como Forma extraordinária da Celebração Litúrgica. Não é apropriado falar destas duas versões do Missal Romano como se fossem «dois ritos». Trata-se, antes, de um duplo uso do único e mesmo rito."
O mesmo "Motu Proprio" declara que nas circunstâncias indicadas a celebração da missa e dos sacramentos pode ser feita nas formas em vigor em 1962, sem a necessidade de autorização do bispo, por qualquer sacerdote apto para tal função, mas considerando válida e lícita a celebração da Missa Nova.
Este documento foi revogado por seu sucessor papa Francisco em 2021, declarando que "os livros litúrgicos promulgados pelos santos Pontífices Paulo VI e João Paulo II, em conformidade com os decretos do Concílio Vaticano II, são a única expressão da lex orandi do rito romano", e que "ao bispo diocesano, enquanto moderador, promotor e guardião de toda a vida litúrgica na Igreja particular a si confiada, compete regular as celebrações litúrgicas na sua diocese. Portanto, é de sua exclusiva competência autorizar o uso do Missale Romanum de 1962 na diocese, seguindo as orientações da Sé Apostólica".

## Devoções e práticas espirituais
Os católicos tradicionalistas defendem a aplicação de muitos actos de devoção comuns anteriores ao Concílio Vaticano II, tais como as seguintes:
- Jejum de meia-noite antes de receber a Eucaristia: Essa disciplina foi modificada em 1953 pelo Papa Pio XII, que reduziu o jejum para o rápido período de três horas,[74] esta alteração é aceita pela maior parte dos tradicionalistas. Somente os tradicionais, porém, aceitam a licitude da regra de uma hora promulgada por João Paulo II no Código de Direito Canônico de 1983;[75]
- Ajoelhar para receber comunhão diretamente na boca somente da mão de um sacerdote ou, como ministro extraordinário, o diácono.[76] O respeito à essa antiga prática por parte dos tradicionais e tradicionalistas[77][78] é autorizado pela Santa Sé,[79] sendo que os tradicionalistas e alguns tradicionais consideram receber a comunhão na mão como um abuso[80] e um sacrilégio;[81]
- Mulheres portando o véu na igreja, uma prática que era muito usada antes do Concílio,[82] Que remota ao trecho bíblico da carta de São Paulo aos Coríntios, (I Cor. XI, 4-5) "Todo homem que ora ou profetiza com a cabeça coberta falta ao respeito ao seu senhor. 5. E toda mulher que ora ou profetiza, não tendo coberta a cabeça, falta ao respeito ao seu senhor, porque é como se estivesse rapada;". Especialmente ao comungar.[83]
- Confissões de joelhos e no confessionário;
- Orações como o Santo Rosário e a Via Sacra, na forma como era usado antes do final do século XX e, por isso, sem as alterações que se tornaram comuns, se bem que não universais, no pontificado do Papa Paulo VI, e sem inclusão opcional dos Mistérios Luminosos no Rosário pelo Papa João Paulo II.[84]

Estas práticas não se limitam somente aos tradicionalistas ou tradicionais, e também não serão necessariamente as mesmas para todos, com alguns grupos sendo mais flexíveis com algumas coisas e outros não.

### Alguns movimentos tradicionais e tradicionalistas (leigos)
Internacionalmente
- International Una Voce Federation - Principal movimento leigo de promoção da liturgia católica tradicional - Tradicional
- Coalizão em Suporte da Ecclesia Dei - Tradicional
- Catholic Apologetics International - Tradicional
- The Latin Mass Society - Tradicional
- Association Saint Cyrille d'Alexandrie - Tradicionalista
- Le blog de Christus imperat - Tradicionalista
- Fatima Network - Tradicionalista
- Catholic Family News - Tradicionalista
- Militia Templi - Tradicionalista

- No Brasil e Portugal

- Tradição, Família e Propriedade ⟨extinta⟩Plinio Corrêa de Oliveira, fundador da Tradição, Família e Propriedade

Plinio Corrêa de Oliveira, fundador da Tradição, Família e Propriedade

- Permanência - Tradicional associação cultural católica. A Permanência surge para militar contra os inimigos da Igreja e propiciar estudo e vida católicas através de publicações, cursos e atividades diversas. São fieis da liturgia tradicional e a Missa de São Pio V - Tradicionalista
- Associação Cultural Santo Tomás - Têm por fim precípuo a divulgação e ensino da Doutrina Perene, ou seja, a Doutrina Católica - Tradicional
- Associação Cultural Montfort - Tradicional
- Revista Catolicismo Tradicional

### Algumas organizações tradicionais (religiosos)
O amparo canônico destas organizações deriva da Carta Apostolica "Ecclesia Dei" do Papa João Paulo II.
- Fraternidade Sacerdotal São Pedro
- Instituto Cristo Rei
- Administração Apostólica São João Maria Vianney, Campos, RJ
- Lista de comunidades tradicionais nos EUA e Europa com aprovação Eclesial
- Instituto do Bom Pastor
- Instituto do Bom Pastor Latino-América

### Algumas organizações tradicionalistas (religiosos)
Sociedades que consideram o Concílio Vaticano II prejudicial à fé católica.
- Fraternidade Sacerdotal São Pio X
- Fraternité Sacerdotale de Saint-Josaphat
- Abbaye Notre-Dame de Bellaigue
- Couvent Saint-François
- Dominicains du Saint Rosaire

### Sem comunhão com a Igreja Católica Apostólica Romana
- Igreja Católica – A Verdadeira Fé Cristã
- Apostoli Christi – Em Defesa da Fé Cristã

### Em comunhão com a Igreja Católica Apostólica Romana
- Carta do Papa Bento XVI aos Bispos que acompanha o "Motu Proprio" Summorum Pontificum
- Texto integral, não oficial, do Motu Proprio Summorum Pontificum

### Outras ligações e posicionamentos
- "Roman Catholic Traditionalism" – uma simples introdução sobre o fenómeno tradicionalista e as suas principais facções (em inglês)
- A Tradição Católica (site Tradição Católica)